# Пересильд, Юлия Сергеевна
Ю́лия Серге́евна Переси́льд (род. 5 сентября 1984, Псков) — российская актриса театра и кино. Заслуженная артистка Российской Федерации (2018). Лауреат премии Президента Российской Федерации (2013), премии Правительства Российской Федерации (2017), Государственной премии Российской Федерации (2023). Ведущая актриса Московского драматического театра на Малой Бронной.
Участница космического полёта в рамках научно-просветительского проекта «Вызов», в ходе которого участвовала в съёмках эпизодов художественного фильма «Вызов», проходивших на борту Международной космической станции. Стала пятой женщиной в истории СССР и России, побывавшей в космосе, и второй, работавшей и жившей на МКС.

## Биография

### Ранние годы
Родилась 5 сентября 1984 года в городе Пскове. Отец писал иконы, а мать работала в детском саду. Эстонская фамилия Пересильд (эст. Peresild) происходит по линии отца, её эстонские бабушка и дедушка были депортированы в 1940-е годы из Эстонии в РСФСР. Когда Пересильд было 11 лет, её отец погиб. Воспитывалась отчимом.
С третьего класса принимала участие в школьной художественной самодеятельности, пела, играла в школьных спектаклях. В возрасте одиннадцати лет участвовала в конкурсе юных талантов «Утренняя звезда».
В 2001 году окончила среднюю школу № 24 города Пскова.
После школы поступила на факультет русской филологии Псковского государственного педагогического института, но, проучившись всего один год, поехала в Москву. В 2006 году окончила актёрское отделение режиссёрского факультета Российской академии театрального искусства (РАТИ-ГИТИС) (актёрская мастерская О. Л. Кудряшова).

### Творческая карьера

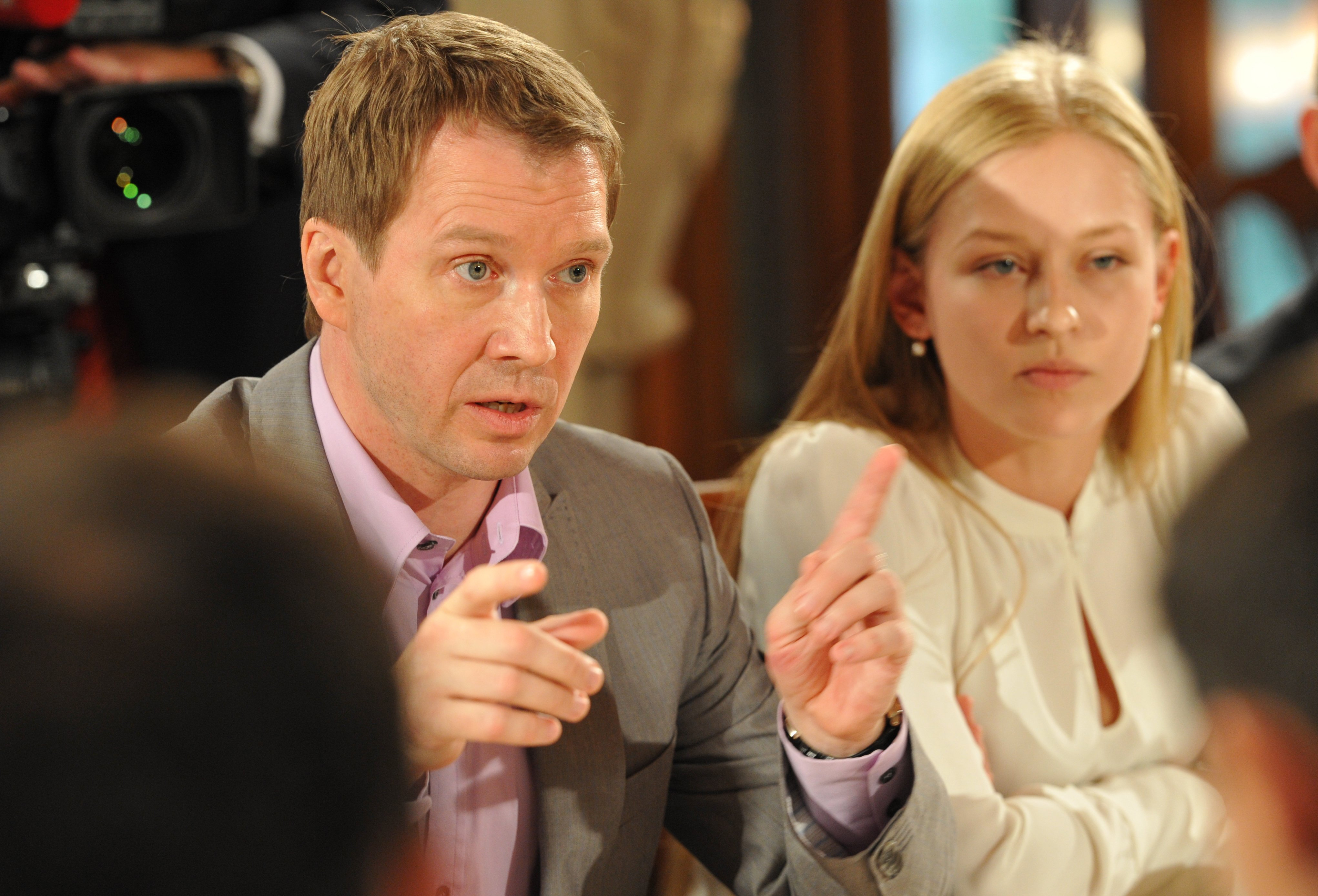
С Евгением Мироновым во время встречи с Владимиром Путиным в Государственном театре наций, 2011 год

С 2007 года как приглашённая актриса стала участвовать в спектаклях Государственного театра наций.
Сотрудничает с Московским театром «Школа современной пьесы», Московским драматическим театром на Малой Бронной, а также с Театральной компанией Евгения Миронова.
Дебютом Юлии Пересильд в кино стала роль Наташи Кублаковой в телесериале «Участок» (2003) режиссёра Александра Баранова.
Первая большая работа в кинематографе — роль Оли Родяшиной в фильме «Невеста» (2006) режиссёра Эльёра Ишмухамедова. Прорывом в кинобиографии стала одна из главных ролей (Софья) в драме режиссёра Алексея Учителя «Край» (2010).
В фильмографии актрисы фильмы «Предел желаний» (2007), «Паутина» (2007), «Пленный» (2008), «Похищение» (2008), «Подсадной» (2010), «Карусель» (2010), «Пять невест» (2011), «Зимнее танго» (2011), «Санта Лючия» (2012), «В тумане» (2012), «Weekend» (2013), «Палач» (2014), «Битва за Севастополь» (2015), «Людмила Гурченко» (2015) и многие другие.
15 марта 2013 года Юлии Пересильд была присуждена Премия Президента Российской Федерации для молодых деятелей культуры 2012 года «за вклад в развитие отечественного театрального и киноискусства», на вручении которой 25 марта 2013 года президент Российской Федерации Владимир Путин сказал: 

«Юлия Пересильд — обладательница яркого актёрского дарования, достойная продолжательница традиций русского психологического театра. Её искусство исполнено душевности и сердечной открытости, трудолюбие соединено с чувством ответственности перед искусством и зрителями.»— Официальный сайт президента Российской Федерации

### Космический полёт

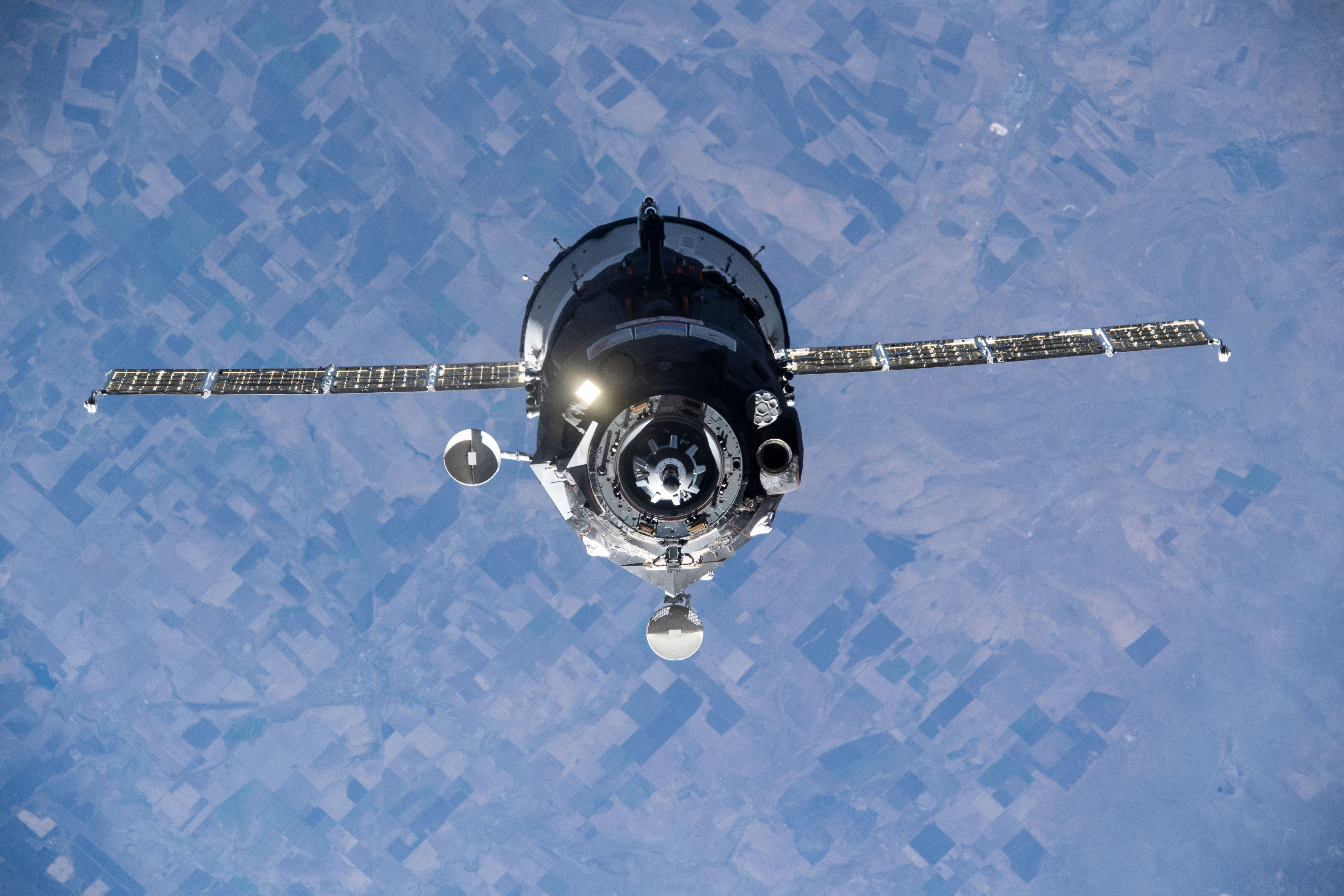
ТПК «Союз МС-19» сближается с МКС

В мае 2021 года кандидатура Юлии Пересильд была одобрена госкорпорацией «Роскосмос» для участия в космическом полёте на Международную космическую станцию (МКС), с целью съёмок художественного фильма «Вызов». В конце мая 2021 года актриса и кинорежиссёр Клим Шипенко приступили к тренировкам: испытания на центрифуге, вибростенде, ознакомительно-тренировочные полёты на самолёте в условиях невесомости, парашютная подготовка.
5 октября 2021 года в 11:55 мск режиссёр и актриса на корабле «Союз МС-19» (командир корабля — лётчик-космонавт Антон Шкаплеров) стартовали с космодрома Байконур и в 15:22 мск пристыковались к МКС. В космосе участники полёта провели почти 12 дней, возвращение с МКС на Землю было осуществлено 17 октября 2021 года на спускаемой капсуле корабля «Союз МС-18» (командир корабля — лётчик-космонавт Олег Новицкий).
Полёт двух человек обошёлся в 100 млн долларов США (что на момент его осуществления составляло более 7 млрд рублей), которые были израсходованы из бюджета Российской Федерации.
В апреле 2023 года Гильдия актёров кино России предложила присвоить Юлии Пересильд звание Героя Российской Федерации. На эту идею негативно отреагировала профессиональный космонавт, Герой России Елена Серова, заявив, что присвоение звания «обесценит подвиг настоящих космонавтов». Сама же Пересильд заявила, что ни на какие звания не претендует.

## Личная жизнь
Не замужем. Две дочери — Анна (род. 2009) и Мария Пересильд (род. 2013), отец которых — российский кинорежиссёр Алексей Учитель.
В 2022 году актриса сообщила, что находится в отношениях с актёром Михаилом Тройником. В апреле 2025 года стало известно об их расставании. 
Является одной из учредителей негосударственного благотворительного фонда «Галчонок», оказывающего помощь детям с органическими поражениями центральной нервной системы.

## Творчество

### Театральные работы

#### Дипломные спектакли
- 2005 — «Троянки» Еврипида; режиссёр Светлана Землякова — Андромаха, дочь Ээтиона
- 2006 — «Синяя борода — надежда женщин» Дэа Лоэра; режиссёр Олег Кудряшов — слепая
- «Вий» Н. Гоголя
- «Колесо Фортуны» К. Орфа — средневековая поэтесса-вагантка

#### Московский театр «Школа современной пьесы»
- 2006 — «Холостой Мольер» по мотивам пьес Мольера; режиссёр Андрей Першин — Доримена, молодая кокетка, невеста Сганареля / Николь, служанка господина Журдена

#### Театральная компания Евгения Миронова
- 2006 — «Фигаро. События одного дня» по мотивам пьесы «Безумный день, или Женитьба Фигаро» П. Бомарше; режиссёр Кирилл Серебренников — Сюзанна, горничная графини Розины Альмавивы и невеста Фигаро[23]

#### Государственный театр наций
- 2007 — «Снегири» по пьесе Н. Садур «Смертники» (по роману В. Астафьева «Прокляты и убиты»); режиссёры Тимофей Сополев и Михаил Чумаченко — кума Ширинкина[24]
- 2007 — «Шведская спичка» по рассказу А. Чехова; режиссёр Никита Гриншпун — Ольга Петровна, жена станового пристава Евграфа Кузьмича
- 2007 — «Рассказы Шукшина»; режиссёр: Алвис Херманис — дородная баба / щуплая старушка. С 2022 года исполняет партии за Чулпан Хаматову.[25]
- 2011 — «Киллер Джо» по пьесе Т. Леттса; режиссёр Явор Гырдев — Дотти Смит
- 2011 — «Фрёкен Жюли» Ю. Стриндберга; режиссёр Томас Остермайер — Кристина
- 2012 — «Женихи» по оперетте И. Дунаевского; режиссёр Никита Гриншпун — Аграфена Саввишна, вдова трактирщика Ивана Самсоновича Бокастова
- 2013 — «Электра» Еврипида; режиссёр Тимофей Кулябин — Электра, дочь Агамемнона и Клитемнестры[26]
- 2017 — «Гроза» А. Н. Островского, режиссёр Евгений Марчелли — Катерина
- 2019 — «Дядя Ваня» А. П. Чехова, режиссёр Стефан Брауншвейг — Елена Андреевна

#### Московский драматический театр на Малой Бронной
- 2009 — «Варшавская мелодия» Л. Зорина; режиссёр-постановщик Сергей Голомазов, режиссёр Татьяна Марек — Гелена (полька)[10][27][28].
- 2016 — «Кроличья нора[англ.]» Д. Линдси-Эбейра; режиссёр-постановщик Сергей Голомазов — Бекка

#### Клубный театр
- 2011 — «ЛЮБЛЯ. Офисная любовь»; режиссёр Дмитрий Изместьев — «Улыбчивая», «Расстающаяся», «Бухгалтерша»[29][30][31]

### Фильмография
| Год  |     | Название                                        | Роль |
| ---- | --- | ----------------------------------------------- | --- |
| 2003 | с   | Участок                                         | Наташа Кублакова, дочь Любови Кублаковой                                                                                      |
| 2003 | с   | Принцесса и нищий                               | Ксения Прохорова |
| 2003 | с   | Есенин                                          | Екатерина Александровна Есенина, сестра Сергея Есенина                                                                        |
| 2006 | ф   | Невеста                                         | Оля Родяшина |
| 2006 | с   | Карамболь                                       | Оксана, девушка Шторма |
| 2006 | с   | Заколдованный участок                           | Наташа Кублакова |
| 2007 | с   | Предел желаний                                  | Надежда, актриса |
| 2007 | с   | На пути к сердцу                                | медсестра скорой помощи |
| 2007 | с   | Диверсант 2: Конец войны                        | Светлана |
| 2007 | с   | Паутина                                         | Дарья Аверина, подруга Фёдора Туманова                                                                                        |
| 2008 | с   | Я вернусь                                       | Вера Михайло́вич |
| 2008 | ф   | Крепость                                        | Галина |
| 2008 | ф   | Пленный                                         | Настя |
| 2008 | ф   | Однажды в провинции                             | Анастасия Звонникова, сестра Веры                                                                                             |
| 2008 | ф   | Похищение                                       | Елена |
| 2008 | ф   | Виртуальная Алиса                               | Анна |
| 2009 | ф   | Короткое замыкание                              | Ира |
| 2010 | ф   | Край                                            | Софья |
| 2010 | ф   | Карусель                                        | Анастасия, педиатр |
| 2010 | ф   | Подсадной                                       | Вера Павловна Позднякова, проводник поезда                                                                                    |
| 2011 | ф   | Пять невест                                     | Катя и Ася, сёстры-близнецы                                                                                                   |
| 2011 | с   | Дело гастронома № 1                             | Маша Скачко, жена Павла |
| 2010 | ф   | Зимнее танго                                    | Юля |
| 2011 | с   | Лето волков                                     | Тося, девушка Ивана Капелюха                                                                                                  |
| 2012 | с   | Зоннентау                                       | Рита Помяловская, журналист                                                                                                   |
| 2012 | с   | Санта Лючия                                     | Виктория Сайкина, продавец в привокзальном магазине                                                                           |
| 2012 | ф   | В тумане                                        | Анеля |
| 2012 | ф   | Марафон                                         | Инна Антипова, парикмахер |
| 2013 | ф   | Охота на крокодилов                             | Анна Фёдоровна Филоненко-Камаева, советская разведчица                                                                        |
| 2013 | ф   | О чём молчат девушки                            | Юля |
| 2013 | ф   | Параджанов                                      | Светлана Ивановна Щербатюк, жена Сергея Параджанова                                                                           |
| 2013 | ф   | Weekend                                         | Инга, секретарь руководителя холдинга (эстонка)                                                                               |
| 2013 | с   | Ералаш (выпуск № 271, сюжет «Вот такая драма…») | учительница |
| 2014 | с   | Палач                                           | псевдо — Нина Кривовяз, жена Егора Кривовяза / настоящая Раиса Сафонова — советская партизанка-разведчица в годы ВОВ, ветеран |
| 2014 | ф   | Восьмёрка                                       | певица в клубе |
| 2015 | ф   | Битва за Севастополь                            | Людмила Михайловна Павличенко, снайпер стрелковой дивизии Красной армии                                                       |
| 2015 | с   | Взрослые дочери                                 | Альбина Колганова, жена капитана милиции                                                                                      |
| 2015 | с   | Людмила Гурченко                                | Людмила Гурченко |
| 2015 | с   | Таинственная страсть                            | Ралисса Кочевая |
| 2016 | ф   | Я — Учитель                                     | Анна Куренкова |
| 2016 | ф   | Герой                                           | Мария Кирилловна Куликова, дочь петроградского купца, прабабушка Андрея Куликова                                              |
| 2016 | ф   | Холодное танго                                  | Лайма, литовская певица |
| 2017 | с   | Победители                                      | Ольга Загорская |
| 2017 | с   | Доктор Рихтер                                   | Клара |
| 2017 | ф   | Конверт                                         | Марина Озёрина, следователь районного УВД                                                                                     |
| 2018 | с   | Золотая Орда                                    | княгиня Устинья |
| 2018 | с   | Зулейха открывает глаза                         | Настасья Котельникова, боец отряда ОГПУ, влюблена в Ивана                                                                     |
| 2018 | ф   | Черновик                                        | Роза Давидовна Белая, хозяйка гостиницы «Белая роза» в мире «Кимгим», 300-летняя прелестница                                  |
| 2019 | кор | Тёмная как ночь. Анна Каренина 2019             | Анна Каренина |
| 2019 | ф   | Конец сезона                                    | Елена |
| 2020 | ф   | Трое                                            | Вероника |
| 2020 | мф  | Белка и Стрелка. Карибская тайна                | Белка |
| 2021 | с   | Угрюм-река                                      | Анфиса Петровна Козырева, жена Антипа, внучка Клюки                                                                           |
| 2021 | ф   | Sheena 667                                      | Оля, жена Вадима |
| 2021 | ф   | Солнечная линия                                 | жена |
| 2021 | с   | Медиатор                                        | Мария Русанова, офицер ФСБ |
| 2021 | ф   | Петровы в гриппе                                | Марина / Снегурочка |
| 2021 | ф   | Хорошие девочки попадают в рай                  | Она |
| 2021 | ф   | Молоко                                          | Зоя |
| 2022 | ф   | Джонджоли                                       | Нина |
| 2023 | ф   | Счастье моё                                     | Лара |
| 2023 | ф   | Вызов                                           | Евгения Владимировна Беляева, торакальный хирург                                                                              |
| 2023 | ф   | Нина                                            | Нина |
| 2023 | ф   | Императрицы                                     | Елизавета |
| 2023 | ф   | Всё исправлю                                    | снималась |
| 2024 | ф   | Бременские музыканты                            | мать Трубадура |
| 2024 | с   | Киберпапа                                       | Марина |
| 2024 | с   | Последний богатырь. Наследие                    | Баба Яга |
| 2025 | ф   | Финист. Первый богатырь                         | Баба Яга в молодости |
| 2025 | ф   | ON и Она                                        | Ксения |
| 2025 | ф   | Екатерина Великая                               | Елизавета |
| 2025 | ф   | Мужу привет                                     | Катерина |

### Дискография

#### Клипы
- 2016 — «Каяться-маяться» (feat. Олег Ломовой)

#### Альбомы
- 2025 — «Планета лёгкого поведения – Венера» (с группой «Мандрагора»)[33]

## Награды

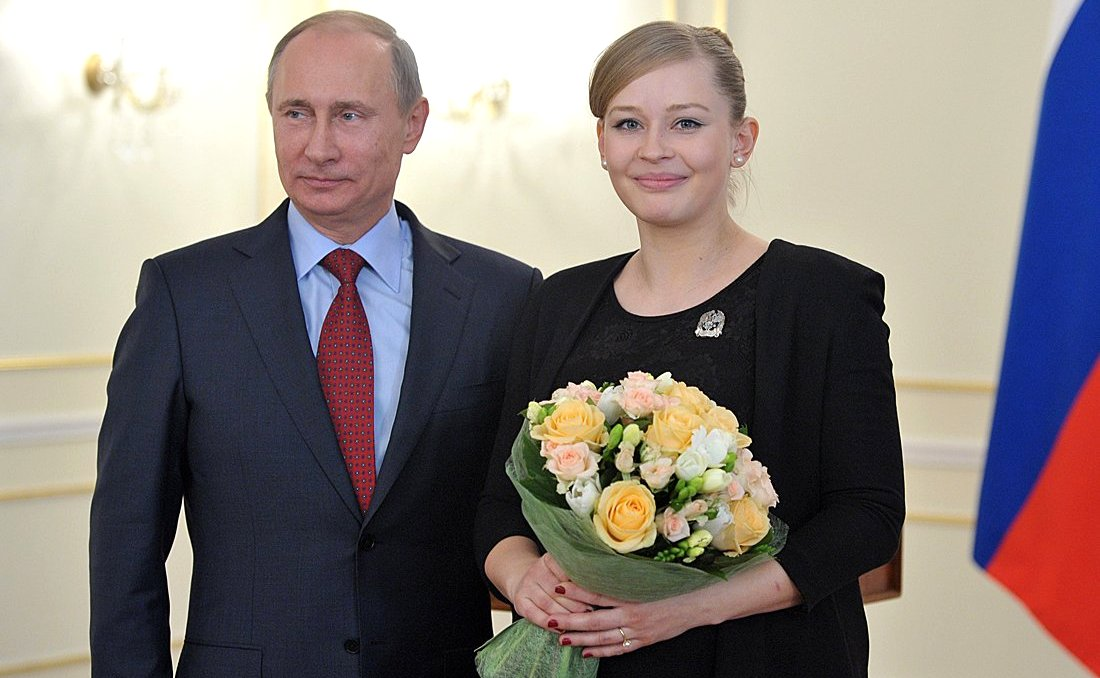
Церемония вручения премии Президента России для молодых деятелей культуры,
25 марта 2013 года

### Государственные награды
- 2018 — Заслуженная артистка Российской Федерации — за большой вклад в развитие отечественной культуры и искусства, многолетнюю плодотворную деятельность[2].
- 2017 — Премия Правительства Российской Федерации в области культуры 2016 года — за создание художественного фильма «Битва за Севастополь»[5].
- 2013 — Премия Президента Российской Федерации для молодых деятелей культуры — за вклад в развитие отечественного театрального и киноискусства[3][4].
- 2023 — Государственная премия Российской Федерации в области литературы и искусства 2022 года — за создание художественного фильма «Вызов»[34].

### Общественные награды
- 2010 — лауреат российской театральной премии «Хрустальная Турандот» в номинации «Лучшая женская роль» — за роль Гели в спектакле «Варшавская мелодия» на сцене Московского драматического театра на Малой Бронной.
- 2010 — лауреат кинопремии «Белый слон» Гильдии киноведов и кинокритиков России в номинации «Лучшая женская роль второго плана» — за роль Софьи в фильме «Край» режиссёра Алексея Учителя.
- 2011 — лауреат российской кинопремии «Золотой орёл» в номинации «Лучшая женская роль второго плана» — за роль Софьи в фильме «Край» режиссёра Алексея Учителя[35].
- 2011 — лауреат премии «Звезда театрала» в номинации «Лучшая роль второго плана» — за роль Дотти Смит в спектакле «Киллер Джо» на сцене Государственного театра наций[36].
- 2015 — лауреат 5-го Пекинского международного кинофестиваля в номинации «Лучшая женская роль» — за роль снайпера Людмилы Павличенко в фильме «Битва за Севастополь» режиссёра Сергея Мокрицкого[37].
- 2016 — лауреат российской кинопремии «Золотой орёл» в номинации «Лучшая женская роль в кино» — за роль снайпера Людмилы Павличенко в фильме «Битва за Севастополь» режиссёра Сергея Мокрицкого.
- 2016 — лауреат приза «Лучшая женская роль» на I Кинофестивале БРИКС — за роль в фильме «Битва за Севастополь».
- 2017 — номинация на премию «Золотой орёл» за лучшую женскую роль на телевидении — за роль Людмилы Гурченко в телесериале «Людмила Гурченко».
- 2017 — Российская национальная актёрская премия имени Андрея Миронова «Фигаро».
- 2018 — кинофестиваль «Литература и кино» в Гатчине — приз за лучшую женскую роль — за роль Лаймы в фильме «Холодное танго»[38].
- 2024 — Специальная награда премии «Золотой орёл»